# Žagubica
Žagubica (serbisch-kyrillisch Жагубица, rumänisch Jăgobiţa or Iaguba) ist eine Ortschaft und Gemeinde im Bezirk Braničevo in Serbien.

## Geographie
Žagubica liegt zwischen Kučevo und Majdanpek im Norden, Bor im Osten, Despotovac im Süden und Petrovac im Westen. Die Ortschaft hatte 2002 2823 Einwohner, die Gemeinde 14.823. Sie ist insgesamt 760 km² groß.
Beim Ort Žagubica liegt die Karstquelle, aus der die Mlava entspringt.

## Gemeinde
Die Gemeinde Zagubica umfasst den gleichnamigen Ort und folgende weiteren Orte:

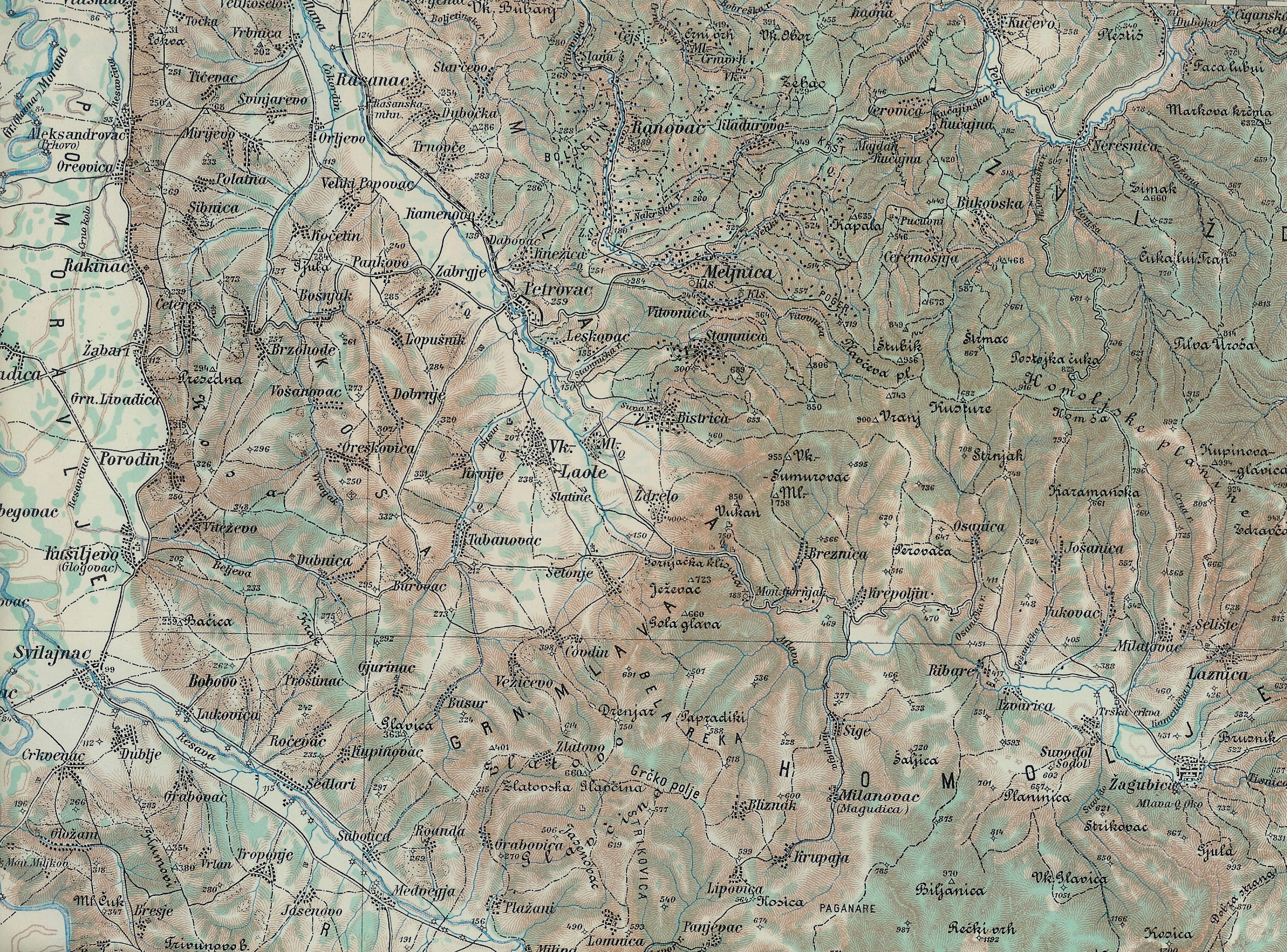
Die Quelle der Mlava liegt südlich von Žagubica (rechts unten), ca. 1912.

Die Fläche der Ortschaft in km², die Bevölkerung und die Bevölkerungsdichte stehen in Klammern 
- Bliznak (20,41 km², 412, 20)
- Bresnica (22,37 km², 244, 11)
- Izvarica (18,93 km², 396, 21)
- Jošanica (36,10 km², 708, 20)
- Krepoljin (47,80 km², 1.958, 41)
- Krupaja (25,52 km², 766, 30)
- Laznica (74,81 km², 2.440, 33)
- Medvedjica (4,76 km², 46, 10)
- Milanovac (Magudica) (16,74 km², 595, 36)
- Milatovac (22 km², 913, 41)
- Osanica (66,52 km², 1.281, 19)
- Ribare (19,08 km², 542, 28)
- Selište (61,00 km², 567, 9)
- Sige (19,84 km², 935, 47)
- Suvi Do (91,33 km², 1.365, 15)
- Vukovac (22,95 km², 519, 23)
- Žagubica (189,84 km², 2.440, 33)

## Bevölkerungsgruppen
Die größten ethnischen Gruppen in der Gemeinde Žagubica sind (2002):
- Serben = 10.985
- Walachen = 3.268